# Prądnica
Prądnica (dawniej dynamomaszyna) – maszyna elektryczna, przetwarzająca energię mechaniczną ruchu obrotowego w energię elektryczną. Jeden z rodzajów generatora elektrycznego. 
Wytwarzanie energii elektrycznej odbywa się w prądnicach dzięki zjawisku indukcji elektromagnetycznej. W prądnicy prądu stałego stały strumień magnetyczny, wytwarzany przez magnesy lub elektromagnesy umieszczone w stojanie prądnicy, indukuje w uzwojeniu wprawianego w ruch wirnika prąd elektryczny.

## Podział prądnic
Ze względu na rodzaj wytwarzanego napięcia prądnice dzieli się na:
- prądnice prądu przemiennego
- prądnice prądu stałego

Ze względu na budowę i zasadę działania prądnice prądu przemiennego dzieli się na:
- generatory synchroniczne
- generatory asynchroniczne

Ze względu na zasilanie uzwojenia wzbudzania wyróżnia się prądnice:
- Obcowzbudne – uzwojenie wzbudzenia zasilane jest z innego urządzenia. Do tej kategorii zaliczane są także prądnice wzbudzane magnesami trwałymi.
- Samowzbudne – uzwojenie wzbudzenia zasilane jest prądem wytworzonym przez prądnicę. Ze względu na połączenie uzwojenia wzbudzania z uzwojeniem twornika w prądnicach samowzbudnych wyróżnia się prądnice
  - szeregowe – uzwojenie wzbudzania połączone jest szeregowo z uzwojeniem twornika,
  - bocznikowe – uzwojenie wzbudzania połączone jest równolegle z uzwojeniem twornika,
  - szeregowo-bocznikowe – prądnica ma dwa uzwojenia wzbudzające, jedno połączono jest szeregowo, a drugie równolegle do twornika.

## Budowa i zasada działania

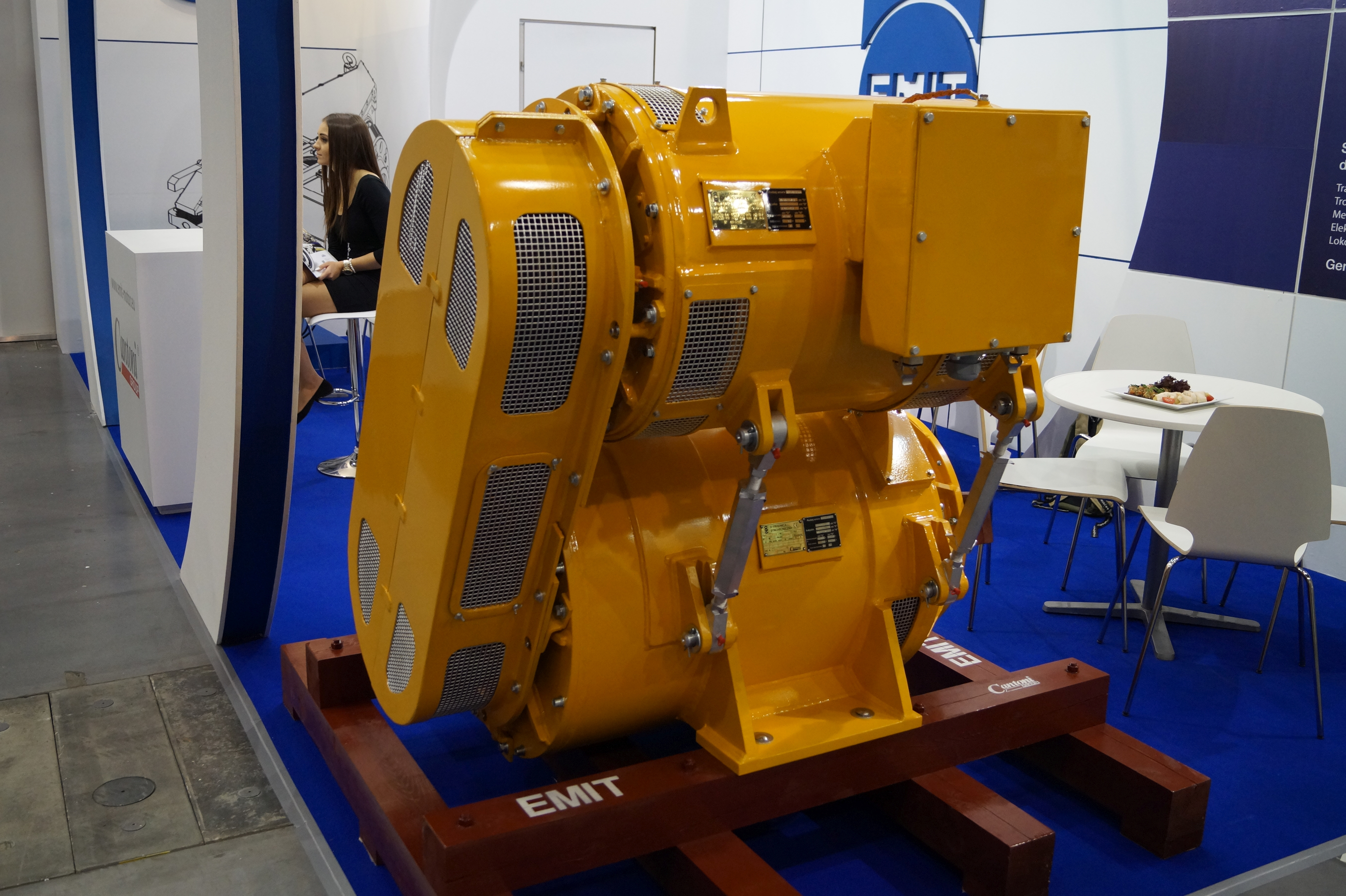
Prądnica synchroniczna eksponowana przez EMIT na Trako 2015.

Głównymi częściami prądnicy są stojan (nieruchoma część związana z obudową) oraz wirnik (rotor, część wirująca wewnątrz stojana). Jednocześnie z punktu widzenia pełnionych zadań w prądnicy wyróżniamy magneśnicę, odpowiedzialną za wzbudzanie strumienia magnetycznego oraz twornik, w uzwojeniach którego indukuje się siła elektromotoryczna. W prądnicach prądu stałego magneśnica jest częścią nieruchomą, usytuowaną w stojanie, a twornik — częścią wirującą (wirnikiem). Uzwojenie cewki umieszczonej w wirniku prądnicy przecina linie pola magnetycznego wytwarzanego przez uzwojenie wzbudzające magneśnicy i dzięki temu indukuje się w nim siła elektromotoryczna. W prądnicach prądu przemiennego zazwyczaj wiruje magneśnica, a twornik, umieszczony w stojanie, stoi nieruchomo.
Przykładami prądnic prądu stałego są dysk Faradaya i prądnice pojazdów. Prądnicami prądu przemiennego są alternator, turbogenerator i dynamo rowerowe (prąd jest wytwarzany w nieruchomych uzwojeniach stojana przez wielobiegunowe, wirujące pole magnetyczne związane z obracającym się wirnikiem).

## Historia

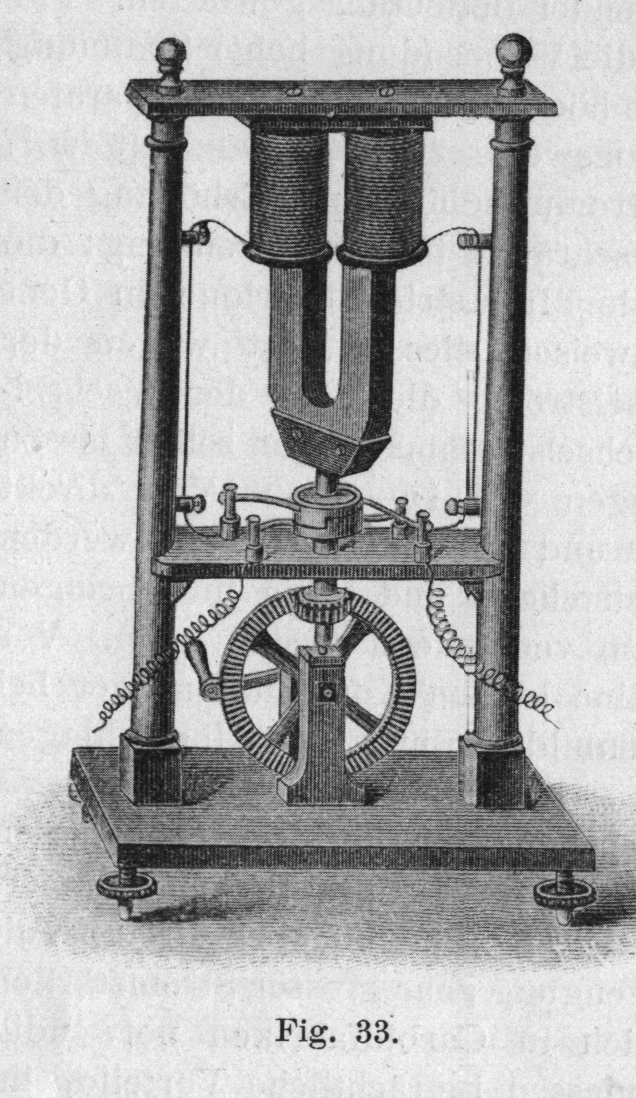
Prądnica Hippolyta Pixii

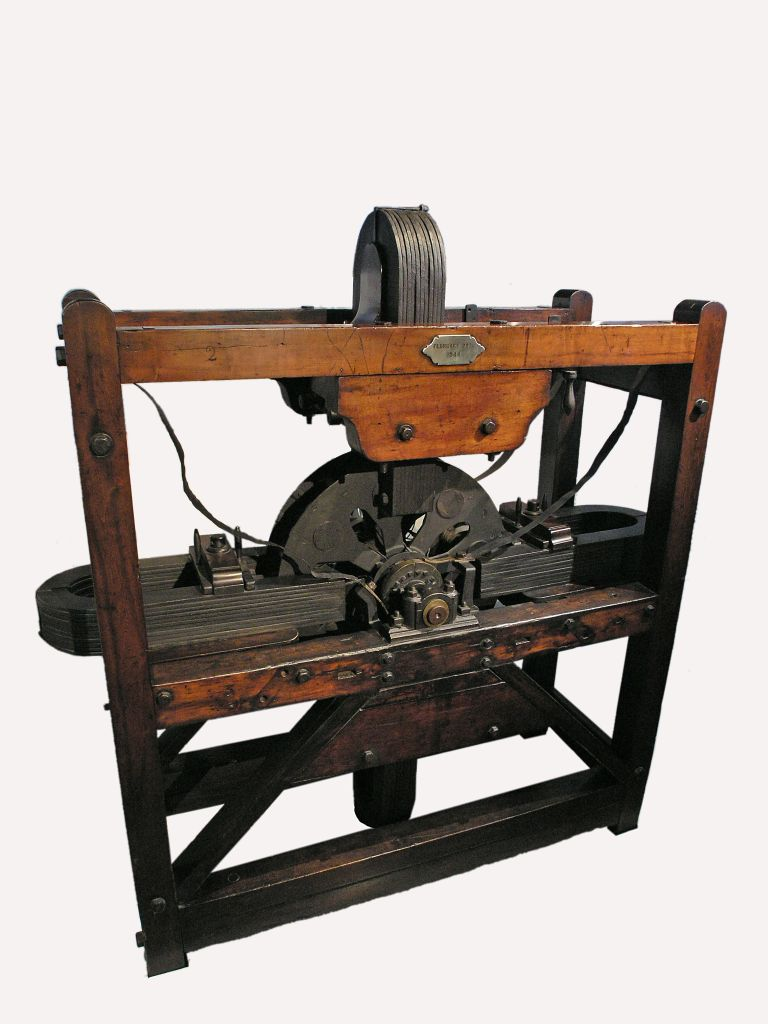
Prądnica Woolricha, eksponat z Thinktank, Birmingham Science Museum

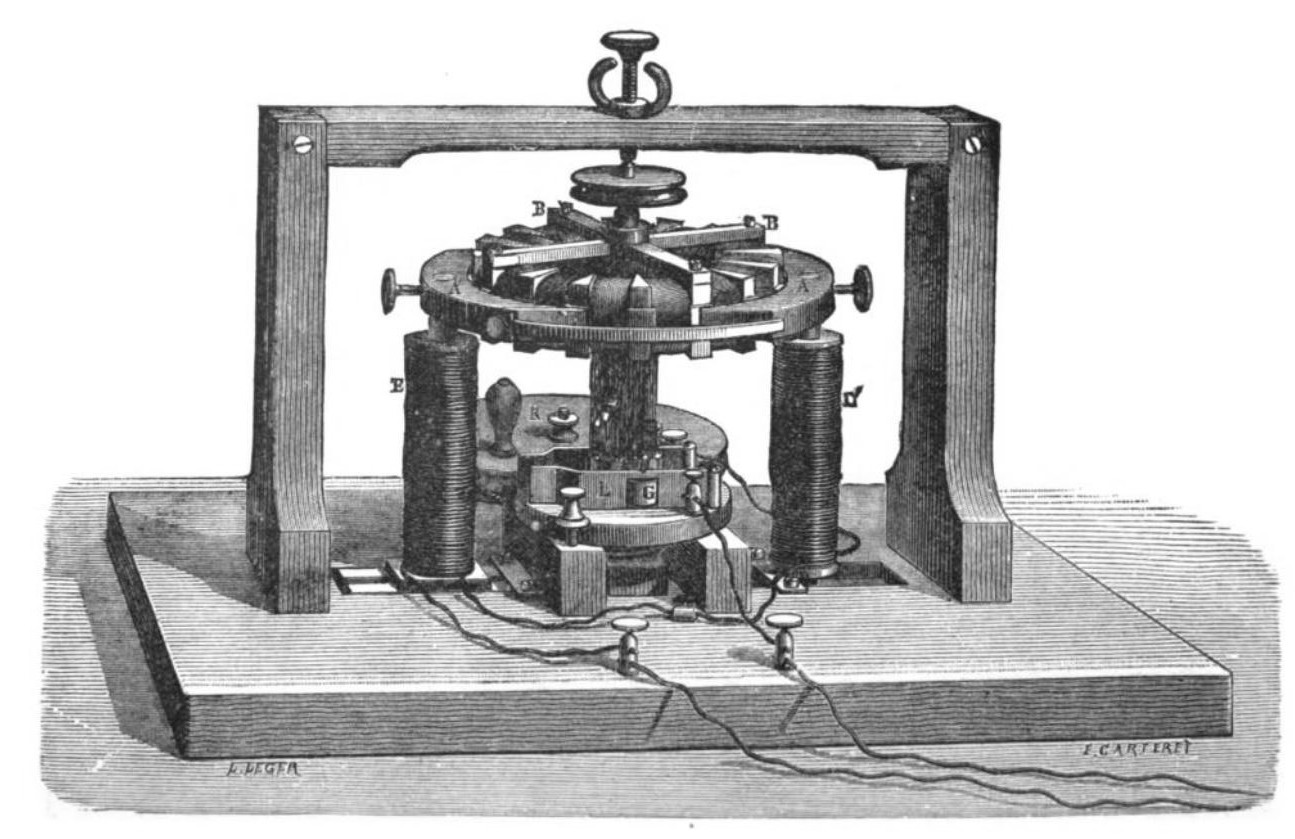
Prądnica Antonia Pacinottiego z około 1860 roku zaprezentowana na Wystawie Elektrycznej w Paryżu w 1867 roku

Przed skonstruowaniem prądnic prąd elektryczny uzyskiwano z ogniw chemicznych oraz maszyn elektrostatycznych. Tak uzyskiwana energia elektryczna była bardzo kosztowna.
W 1831 roku Michael Faraday odkrywa indukcję elektromagnetyczną, prezentuje kilka doświadczeń w których uzyskuje chwilowy przepływ prądu w cewce w wyniku przerywania prądu w innej cewce. Opisuje indukowanie ciągłego prądu uzyskiwanego przez obrót przewodzącego dysku w polu magnetycznym, zwanego później dyskiem Faradaya lub maszyną jednobiegunową. Jego urządzenie wytwarzało niewielki prąd, nie był w stanie wywołać iskry elektrycznej, nie dokonywał elektrolizy wody, ale odchylał wskazówkę galwanometru. Po udoskonaleniach przez innych twórców urządzenie to wytwarzało prąd stały o dużym natężeniu, lecz niewielkim napięciu.
W 1832 roku francuski fizyk Hippolyte Pixii skonstruował prądnicę prądu przemiennego, w której prąd elektryczny był wytwarzany w wyniku obrotu magnesu w pobliżu cewki. Wówczas prąd przemienny nie był interesujący dla badaczy. Po sugestii Ampera wprowadził komutator, uzyskując prąd płynący w jednym kierunku.
Po odkryciu Faradaya rozpoczęto budowę rozlicznych maszyn elektrycznych wytwarzających prąd elektryczny. Konstrukcje z lat 30. XIX w. były urządzeniami pokazowymi lub laboratoryjnymi do celów eksperymentalnych. Najwcześniejszym generatorem elektrycznym używanym w procesie przemysłowym. Jest opatentowana w 1841 r. a zbudowana w 1844 r. (prądnica Woolricha) wykonana według projektu Johna Stephena Woolricha, używana przez firmę Elkington Silver Electroplating Works do galwanizacji.
W 1846 r. Werner von Siemens udoskonalając telegraf wskazówkowy wprowadza do niego prądnicę (impulsator) z nowatorskim wówczas a zbliżonym do obecnie powszechnie stosowanego, sposobem nawijania uzwojenia wirnika, zwanym podwójne T, będącym pierwowzorem uzwojeń żłobkowych. Telegraf ten działał bez zewnętrznego zasilania, impuls elektryczny powstawał w wyniku przestawiania wskazówki nadawcy, był produkowany dla Królewskich Bawarskich Kolei Państwowych. Próby zastąpienia słabych wówczas magnesów stalowych elektromagnesami były podejmowane przez różnych konstruktorów prądnic, ale dopiero konstrukcja Siemensa z 1866 r., w której w induktorze z telegrafu zamienił magnes na elektromagnes zasilany wytworzonym przez prądnicę prądem okazała się skuteczną prądnicą samowzbudną. Siemens uważał, że konstrukcja wydajnej prądnicy, a tym samym taniego i łatwego wytwarzania prądu otwiera szerokie możliwości zastosowania elektryczności.
Prądnice Siemensa miały na wirniku jedno uzwojenie, przez co wytwarzały prąd jednokierunkowy silnie tętniący, co było niekorzystne. Udoskonaleniem konstrukcji prądnic było wynalezienie wirnika pierścieniowego z wieloma uzwojeniami, które przypisuje się znanemu tylko z imienia Elias w latach 40. XIX w., Rozwiązanie ponownie zademonstrowane zostało przez włoskiego fizyka, wówczas studenta Antonia Pacinotti w 1863 r. Osiągnięciem Pacinottiego było wykazanie, że silnik może być prądnicą, a prądnica silnikiem. Dalszy rozwój tej koncepcji i jej komercjalizację zapewnił Zénobe Gramme, który w 1870 patentuje, a w 1871 rozpoczyna produkcję prądnic z wieloma uzwojeniami na wirniku i komutatorem, zwanych maszyną Gramma. Cewki wirnika w tej prądnicy były nawinięte na wspólnym pierścieniu i kolejno przechodziły w pobliżu magnesów, przez co miała ona niezbyt dużą wydajność, mimo to była najwydajniejszą prądnicą w tamtym czasie, za co Gramme został uhonorowany kilkoma nagrodami.
Friedrich von Hefner-Alteneck główny inżynier w fabryce Siemensa, skonstruował w 1872 r. a przedstawił na Wystawie Wiedeńskiej w 1873 r. prądnicę, której wirnik ma komutator, a uzwojenia są ułożone równolegle do jego osi tak jak w podwójnym T, układ ten jest stosowany nadal.
W latach 70. XIX w. Edison rozwija oświetlenie elektryczne skonstruowanymi przez niego żarówkami, zbudowana w roku 1878 r. w jego zakładach prądnica wyróżniała się wydajnością.  
W latach 80. XIX w. Edison wykonuje wiele sieci elektrycznych, przeznaczonych głównie do oświetlania, zasilanych prądnicami prądu stałego o napięciu od 110 V do 220V.
Dopiero wprowadzenie do stosowania prądu przemiennego (w wyniku prac Nikoli Tesli, prowadzonych od roku 1887) spowodowało szybki postęp w budowie i zastosowaniach prądnic prądu przemiennego. Pierwszy krok w tym kierunku uczynił już w roku 1889 Sebastian Ziani de Ferranti, który zainstalował prądnice dające prąd przemienny o napięciu 10 000 V (korzystniejszy do przesyłania na duże odległości) w elektrowni w Deptford, zasilającej Londyn.